# Володавський повіт
Володавський повіт (пол. powiat włodawski) — один з 20 земських повітів Люблінського воєводства Польщі. Утворений 1 січня 1999 року в результаті адміністративної реформи.

## Загальні дані
Повіт знаходиться у східній частині воєводства.
Адміністративний центр — місто Володава.
Станом на 1.01.2008 населення становить 39 837 осіб, площа 1256,42 км².

## Демографія
Демографічні дані повіту станом на 30.06.2005:
|       | Всього | Всього | Жінки  | Жінки | Чоловіки | Чоловіки |
| ----- | ------ | ------ | ------ | ----- | -------- | -------- |
|       | осіб   | %      | осіб   | %     | осіб     | %        |
| Повіт | 40 430 | 100    | 20 483 | 50,7  | 19 947   | 49,3     |
| Міста | 13 758 | 100    | 7092   | 51,5  | 6666     | 48,5     |
| Села  | 26 672 | 100    | 13 391 | 50,2  | 13 281   | 49,8     |

## Історія
Новопосталою польською владою у листопаді 1918 р. відновлений колишній Володавський повіт Люблінської губернії у межах до 1912 р. (до приєднання територій з переважним українським населенням до новоутвореної Холмської губернії). 14 серпня 1919 року включений до новоутвореного Люблінського воєводства.
За офіційним переписом населення Польщі 10 вересня 1921 року населення повіту становило 76 718 осіб (36 860 чоловіки та 39 858 жінок), налічувалося 12 097 будинків. Розподіл за релігією: 40 881 римо-католиків (53,29 %), 20 104 православних (26,21 %), 13 562 юдеїв (17,68 %), 2017 євангельських християн (2,63 %), 133 греко-католиків (0,17 %), 17 християн інших конфесій, 3 нерелігійних і 1 мусульманин. Розподіл за національністю: 54 299 поляків (70,78 %), 11 453 євреїв (14,93 %), 9529 українців (12,42 %), 1313 німців (1,71 %), 124 осіб інших національностей (0,16 %).
1 січня 1923 р. до повіту приєднана гміна (волость) Славатичі, яка була вилучена з Більського повіту.
1 квітня 1931 р. село Ромашки передане з ґміни Вишничі Володавського повіту до ґміни Россош Більського повіту.
Перед Другою світовою війною частка українців у населенні повіту становила 57 % (з них 30 % українськомовні римо-католики).
Відповідно до договору про радянсько-польський кордон 1945 року, Володавський повіт, як і все Підляшшя, увійшов до складу Польщі. 9 вересня 1944 року в Любліні за вказівкою верховної радянської влади було укладено угоду між Польським комітет національного визволення та урядом УРСР, що передбачала польсько-український обмін населенням. З 15 жовтня 1944 по серпень 1946 року в Україну з Володавського повіту було депортовано 25 030 осіб (з 28 800 взятих на облік до виселення).
Втім, як пізніше з'ясувалося деяким українцям вдалося уникнути переселення, тому в 1947 році польська комуністична влада почала готувати вже нову депортацію, відому як операція «Вісла». За польськими підрахунками станом на 1 серпня 1947 року в повіті налічувалося 5338 українців (1749 родин), які підлягали виселенню в північно-західні воєводства.